# マイコプラズマ門
マイコプラズマ門（Mycoplasmatota）は、モリクテス綱を含む細菌の門である。この門はもともとは「テネリクテス門」（tener Cutis : ラテン語で柔らかい皮膚）と名付けられていた。テネリクテス門は、2021年に国際原核生物命名規約によってMycoplasmatota（マイコプラズマ門）と改名された。この門に属する属には、マイコプラズマ、スピロプラズマ、ウレアプラズマ、カンジダトゥスファイトプラズマなどがある。